# Heléne Fritzon
Marie Heléne Elisabeth Fritzon (Kristianstad, 29 september 1960) is een Zweedse politica van de Sociaaldemocratische partij. Sinds 2019 is zij lid van het Europees Parlement.

## Politieke loopbaan
Fritzon werd in 1994 gemeenteraadslid van de gemeente Kristianstad en in 2002 werd ze er de eerste vrouwelijke burgemeester. Ze bekleedde dit burgemeesterschap aanvankelijk tot 2006 en later wederom tussen 2014 en 2017. Op 27 juli 2017 werd ze aangesteld als minister van Migratie en Asielpolitiek in het kabinet-Löfven.
Bij de Europese parlementsverkiezingen van 2019 werd Fritzon verkozen als Europarlementariër. Ze trad aan in juli van dat jaar en fungeert er tevens als een van de vicevoorzitters van de sociaaldemocratische fractie (S&D).